# Горка Ираизоз
Горка Ираизоз Морено (шп. Gorka Iraizoz Moreno; Памплона, 6. март 1981) је бивши шпански  фудбалер. Играо је на позицији голмана.

## Успеси
Еспањол
- Куп Шпаније (1): 2005/06.[5]
- Суперкуп Шпаније: (финале: 2006)[6]
- Куп УЕФА: (финале: 2006/07)[7]

 Атлетик Билбао
- Суперкуп Шпаније (1) : 2015.[8] (финале: 2009)[9]
- Куп Шпаније: (финале: 2008/09, 2011/12, 2014/15)[10][11][12]
- Лига Европе: (финале: 2011/12)[13]